# 古露·妮坦
古露·妮坦（挪威語：Guro Reiten；1994年7月26日—）是一名挪威職業足球員，司職，現時效力女子英超球會車路士，並代表挪威參加國際比賽。

## 球會生涯

### 辛達爾
妮坦於默勒-魯姆斯達爾郡城鎮孫達爾瑟拉出生，並在當地的次級聯賽球會辛達爾開始足球生涯。

### 卡登
妮坦在2011年轉投女子挪超球會卡登，並在2012賽季為球隊射入11球，是球隊在聯賽中最多入球的球員。卡登在2012賽季完結後退出聯賽，並遣散球員，妮坦因而成為自由身球員。

### 特隆赫姆-厄恩
在卡登解散後，妮坦在2013年轉投特隆赫姆-厄恩，她在效力球會的四年間共在聯賽為球會上陣82次，並射入25球。在2014年，妮坦隨隊晉級挪威女子盃決賽，但在決賽中以1–3不敵利尼史特朗，屈居亞軍。

### 利尼史特朗
2017年，利尼史特朗簽入妮坦。同年4月17日，她在對陣克萊普的聯賽揭幕戰上演地標戰，並在比賽中梅開二度，協助球隊以6–1大勝。她在當季以18個聯賽入球首次成為聯賽神射手，並帶領球隊奪得聯賽冠軍。 
妮坦在2018年成功為球會衛冕聯賽冠軍，兼再次成為聯賽神射手，並同時獲選聯賽最佳球員以及最佳入球。當季她亦隨隊贏得挪威女子盃。她在決賽中射入兩球，協助球隊以4–0擊敗桑德維肯。妮坦在2019賽季中途離隊他投，她當時以12個入球名列射手榜榜首。

### 車路士
2019年5月31日，英女超球會車路士宣布簽入妮坦，合約為期三年，轉會費據報約1萬英鎊，她將於7月15日正式加盟球會。同年9月8日，妮坦在對陣熱刺英女超揭幕戰中首次為球隊上陣，並協助球隊以1–0小勝。
2020年2月29日，妮坦在英格蘭女子聯賽盃決賽中正選上陣，協助球隊以2–1勝出，奪得她自加盟車路士以來的首項錦標。妮坦在當季亦協助車路士贏得女英超冠軍，並在各項比賽中為球隊射入七球，在隊內位居第二，僅次於池笑然。同年8月5日，車路士與妮坦續約至2023年。
在接下來的2020–21賽季，儘管妮坦在聯賽的上陣時間減少，但她在聯賽盃淘汰賽多次入球，協助球隊再次晉級決賽，並在決賽中入球，協助球隊以6–0大勝布里斯托城，成功衛冕冠軍。她亦隨隊在此賽季晉身歐洲女子聯賽冠軍盃決賽，並在決賽中後備上陣，但球隊最終以4–0不敵巴塞罗那，屈居亞軍。
2021–22賽季，妮坦重返球隊正選，並在對陣爭冠對手曼聯的聯賽收官戰中射入反超一球，球隊最終以4–2反勝對手，車路士連續第三年贏得聯賽冠軍。她在賽季結束後入選PFA年度最佳陣容，及後與車路士續約三年，合約期至2025年夏天。
妮坦在2023年1月獲頒發挪威金球獎，以表揚她在2022年的出色表現。她在2022–23賽季為隊內上陣次數最多的球員，在各項比賽中共出賽39次，並成功為球隊衛冕英女超及女子足總盃冠軍。她在賽季後再次入選PFA年度最佳陣容。妮坦在2023年12月與車路士簽下一紙新合約，增設續約一年的選項。

## 國家隊生涯

### 青年隊
妮坦曾代表挪威U15至U23之間的各級青年梯隊。她在年僅13歲時已經獲選代表挪威U15。2010年4月，妮坦代表挪威U17參與2010年歐洲女子U-17足球錦標賽外圍賽，挪威在第二圈外圍小組賽中屈居次席出局。
2011年5月30日，妮坦在2011年歐洲女子U-19足球錦標賽的揭幕戰中首次代表挪威U19，球隊最終以1–3不敵德國。在對陣西班牙的最後一場小組賽中，妮坦首次為挪威U19入球，協助球隊以5–1大勝。挪威最終晉級到決賽，但再次不敵德國，屈居亞軍。挪威的成績足以令她們入圍日本主辦的2012年國際足協女子U-20世界盃，其中妮坦為挪威上陣三次，包括在小組賽中對陣阿根廷的4–1勝仗中踢滿90分鐘。儘管挪威成功出線淘汰賽，但在半準決賽以4–0再一次不敵德國。
在2013年歐洲女子U-19足球錦標賽外圍賽中，妮坦為球隊上陣六次，並以三個入球並列隊中神射手。她以隊長身分帶領球隊參與由威爾斯主辦的正賽。妮坦參與了挪威的全部三場小組賽，但球隊未能出線淘汰賽，僅以小組第三完成賽事。
在2013年至2016年之間，妮坦共為挪威U23上陣14次，但全部非歐洲足協或國際足協舉辦的比賽。

### 成年隊
妮坦在2014年首次為挪威國家隊上陣，及後在多次國際比賽中代表挪威，包括2017年歐洲女子足球錦標賽、2019年國際足協女子世界盃、2022年歐洲女子足球錦標賽、2023年國際足協女子世界盃。
2014年1月14日，妮坦在對陣西班牙的邀請賽中上演國家隊地標戰，在比賽第63分鐘入替埃莉塞·索斯尼斯，挪威最終以2–1勝出。同月17日，她在對陣英格蘭的比賽中首次以正選姿態為國家隊上陣，並踢足全場。同年2月13日，她在對陣希臘的世界盃外圍賽賽事中首次在正式比賽代表挪威。她在同年3月代表挪威出戰2014年阿爾加維盃。
2014年9月，妮坦在挪威的最後兩場世界盃外圍賽中上陣，並成功協助球隊出線2015年女子世界盃。儘管她在2015年4月入選挪威的世界盃初選名單，但她最終未能入選決選名單。她在接下來的兩年並未再為成年隊上陣，主要效力國家隊的U23梯隊。
2017年3月，妮坦事隔兩年後再度入選挪威國家隊，在2017年阿爾加維盃中代表挪威上陣三次，其中在對陣主辦國葡萄牙的名次賽中射入個人首個國家隊入球，她在比賽中後備上陣三分鐘後即入球，協助球隊以2–0勝出。她及後入選挪威的2017年歐洲女子足球錦標賽參賽名單，是她所參與的首個國際大賽。她在挪威首戰對陣荷蘭的比賽中後備上陣，及後在對陣丹麥的比賽中正選上陣。挪威未能晉級淘汰賽，在小組賽中更未入球。
在失望的歐洲國家盃征途後，妮坦代表挪威在2019年女子世界盃外圍賽中上陣八次並射入四球，包括在主場對陣北爱尔兰的比賽中梅開二度。全勤的妮坦協助挪威以八戰七勝，取得外圍賽小組首名。
2019年3月，妮坦隨隊參與當屆阿爾加維盃，並為挪威上陣三次，包括在對陣波蘭的決賽中正選上陣，協助球隊以3–0勝出奪冠，為她的首個國家隊榮譽。同年5月2日，她被列入挪威的2019年國際足協女子世界盃參賽名單，是她所參與的首屆世界盃。在世界盃正賽中，妮坦參與了挪威的全部五場比賽，包括在對陣的尼日利亞的比賽中射入挪威於本屆賽事中的首個入球，及後助攻莉萨-玛丽·卡尔森·于特兰德射入比賽第二球，協助球隊以3–0勝出，而妮坦以一個入球及一個助攻獲選為球賽最佳球員。挪威最終在八強以0–3敗予英格蘭出局，同時失去參與2020年奥运会的資格。
妮坦在2022年歐洲女子足球錦標賽外圍賽中為挪威上陣六次，並射入四球，包括在對陣威爾斯的比賽中射入奠勝一球。在接下來的2023年女子世界盃外圍賽中，她為挪威上陣十次，射入兩球。
2022年6月，妮坦入選挪威的2022年歐洲女子足球錦標賽決選名單，並在小組賽階段上陣三次。她在對陣北爱尔兰的首場小組賽中射入一球，協助球隊以4–1勝出。挪威在第二場小組賽中遭英格蘭以8–0橫掃，為國家隊史上最大敗仗。及後挪威在對陣奥地利的最後一場小組賽中以1–0落敗出局。
2023年6月19日，妮坦入選挪威的2023年女子世界盃決選名單，並在挪威的三場小組賽比賽中全勤，並在對陣菲律賓的比賽中入球，協助球隊大勝6–0，帶領球隊以得失球差壓過新西蘭，以小組第二名晉級淘汰賽。在對陣日本的十六強比賽中，妮坦為挪威射入追和一球，但未能阻止球隊最終以3–1落敗。

## 個人生活
在針對LGBT驕傲活動的2022年奥斯陆枪击案後，妮坦接受挪威傳媒世道報的訪問，並出櫃為女同性戀。

## 生涯統計

### 球會
最後更新：2023年12月20日
| 效力球會      | 球季     | 聯賽     | 聯賽 | 聯賽 | 國家盃賽 | 國家盃賽 | 聯賽盃賽 | 聯賽盃賽 | 歐洲賽 | 歐洲賽 | 其她 | 其她 | 總計 | 總計 |
| 效力球會      | 球季     | 聯賽     | 上陣 | 入球 | 上陣     | 入球     | 上陣     | 入球     | 上陣   | 入球   | 上陣 | 入球 | 上陣 | 入球 |
| ------------- | -------- | -------- | ---- | ---- | -------- | -------- | -------- | -------- | ------ | ------ | ---- | ---- | ---- | ---- |
| 卡登          | 2011     | 女子挪超 | 13   | 0    | 0        | 0        | —        | —        | —      | —      | —    | —    | 13   | 0    |
| 卡登          | 2012     | 女子挪超 | 22   | 11   | 1        | 1        | —        | —        | —      | —      | 1    | 0    | 24   | 12   |
| 卡登          | 總計     | 總計     | 35   | 11   | 1        | 1        | 0        | 0        | 0      | 0      | 1    | 0    | 37   | 12   |
| 特隆赫姆-厄恩 | 2013     | 女子挪超 | 21   | 6    | 2        | 0        | —        | —        | —      | —      | —    | —    | 23   | 6    |
| 特隆赫姆-厄恩 | 2014     | 女子挪超 | 20   | 7    | 4        | 1        | —        | —        | —      | —      | —    | —    | 24   | 8    |
| 特隆赫姆-厄恩 | 2015     | 女子挪超 | 20   | 3    | 4        | 0        | —        | —        | —      | —      | —    | —    | 24   | 3    |
| 特隆赫姆-厄恩 | 2016     | 女子挪超 | 21   | 9    | 4        | 0        | —        | —        | —      | —      | —    | —    | 25   | 9    |
| 特隆赫姆-厄恩 | 總計     | 總計     | 82   | 25   | 14       | 1        | 0        | 0        | 0      | 0      | 0    | 0    | 96   | 26   |
| 利尼史特朗    | 2017     | 女子挪超 | 22   | 18   | 3        | 1        | —        | —        | —      | —      | —    | —    | 25   | 19   |
| 利尼史特朗    | 2018     | 女子挪超 | 21   | 21   | 5        | 6        | —        | —        | 4      | 0      | —    | —    | 30   | 27   |
| 利尼史特朗    | 2019     | 女子挪超 | 10   | 12   | 1        | 2        | —        | —        | 6      | 1      | —    | —    | 17   | 15   |
| 利尼史特朗    | 總計     | 總計     | 53   | 51   | 9        | 9        | 0        | 0        | 10     | 1      | 0    | 0    | 72   | 61   |
| 車路士        | 2019–20  | 女子英超 | 15   | 5    | 3        | 1        | 6        | 1        | —      | —      | —    | —    | 24   | 7    |
| 車路士        | 2020–21  | 女子英超 | 19   | 1    | 3        | 1        | 5        | 4        | 8      | 0      | 1    | 0    | 36   | 6    |
| 車路士        | 2021–22  | 女子英超 | 21   | 7    | 3        | 3        | 3        | 0        | 6      | 1      | —    | —    | 33   | 11   |
| 車路士        | 2022–23  | 女子英超 | 21   | 9    | 5        | 1        | 3        | 1        | 10     | 2      | —    | —    | 39   | 13   |
| 車路士        | 2023–24  | 女子英超 | 4    | 1    | 0        | 0        | 0        | 0        | 2      | 0      | —    | —    | 6    | 1    |
| 車路士        | 總計     | 總計     | 80   | 23   | 14       | 6        | 17       | 6        | 26     | 3      | 1    | 0    | 138  | 38   |
| 生涯總計      | 生涯總計 | 生涯總計 | 250  | 110  | 38       | 17       | 17       | 6        | 36     | 4      | 2    | 0    | 343  | 137  |

1. ↑  於挪威女子超級聯賽降班附加賽上陣。
2. ↑  於英格蘭女子社區盾（英语：Women's FA Community Shield）賽事上陣。

### 國家隊
最後更新：2023年9月26日
| 代表國家隊 | 年份 | 上陣 | 入球 |
| ---------- | ---- | ---- | ---- |
| 挪威       | 2014 | 9    | 0    |
| 挪威       | 2017 | 11   | 4    |
| 挪威       | 2018 | 11   | 1    |
| 挪威       | 2019 | 16   | 4    |
| 挪威       | 2020 | 5    | 1    |
| 挪威       | 2021 | 8    | 4    |
| 挪威       | 2022 | 15   | 3    |
| 挪威       | 2023 | 11   | 2    |
| 總計       | 總計 | 86   | 19   |

| #  | 日期           | 地點                               | 對手       | 入球比數 | 最終比數 | 賽事                           |
| -- | -------------- | ---------------------------------- | ---------- | -------- | -------- | ------------------------------ |
| 1  | 2017年3月8日   | 葡萄牙帕沙爾Bela Vista市立運動場   | 葡萄牙     | 2–0      | 2–0      | 2017年阿爾加維盃               |
| 2  | 2017年9月15日  | 挪威腓特烈斯塔腓特烈斯塔球場       | 北爱尔兰   | 1–0      | 4–1      | 2019年國際足協女子世界盃外圍賽 |
| 3  | 2017年9月15日  | 挪威腓特烈斯塔腓特烈斯塔球場       | 北爱尔兰   | 4–1      | 4–1      | 2019年國際足協女子世界盃外圍賽 |
| 4  | 2017年9月19日  | 挪威萨尔普斯堡薩爾普斯堡運動場     | 斯洛伐克   | 3–0      | 6–1      | 2019年國際足協女子世界盃外圍賽 |
| 5  | 2018年8月31日  | 斯洛伐克塞内茨國家訓練中心         | 斯洛伐克   | 2–0      | 4–0      | 2019年國際足協女子世界盃外圍賽 |
| 6  | 2019年6月8日   | 法國兰斯奧居斯特·德洛納體育場      | 奈及利亞   | 1–0      | 3–0      | 2019年國際足協女子世界盃       |
| 7  | 2019年8月30日  | 北爱尔兰贝尔法斯特海景体育场       | 北爱尔兰   | 1–0      | 6–0      | 2022年歐洲女子足球錦標賽外圍賽 |
| 8  | 2019年10月4日  | 白俄羅斯鲍里索夫鲍里索夫竞技场     | 白俄羅斯   | 4–1      | 7–1      | 2022年歐洲女子足球錦標賽外圍賽 |
| 9  | 2019年11月8日  | 挪威維京足球場                     | 北爱尔兰   | 3–0      | 6–0      | 2022年歐洲女子足球錦標賽外圍賽 |
| 10 | 2020年9月22日  | 挪威奥斯陆乌勒瓦尔球场             |            | 1–0      | 1–0      | 2022年歐洲女子足球錦標賽外圍賽 |
| 11 | 2021年4月8日   | 比利时布鲁塞尔博杜安国王体育场     | 比利时     | 1–0      | 2–0      | 熱身賽                         |
| 12 | 2021年4月13日  | 德国威斯巴登BRITA競技場            | 德国       | 1–0      | 1–3      | 熱身賽                         |
| 13 | 2021年11月25日 | 阿尔巴尼亚地拉那科姆伯塔雷竞技场   | 阿尔巴尼亚 | 2–0      | 7–0      | 2023年國際足協女子世界盃外圍賽 |
| 14 | 2021年11月30日 | 亞美尼亞葉里溫葉里溫足球學院足球場 | 亞美尼亞   | 5–0      | 10–0     | 2023年國際足協女子世界盃外圍賽 |
| 15 | 2022年6月29日  | 丹麦維堡維堡足球場                 | 丹麦       | 1–1      | 2–1      | 熱身賽                         |
| 16 | 2022年6月29日  | 丹麦維堡維堡足球場                 | 丹麦       | 2–1      | 2–1      | 熱身賽                         |
| 17 | 2022年7月7日   | 英格兰修咸頓聖瑪麗球場             | 北爱尔兰   | 4–1      | 4–1      | 2022年歐洲女子足球錦標賽       |
| 18 | 2022年7月30日  | 新西兰奧克蘭伊甸公園               | 菲律賓     | 5–0      | 6–0      | 2023年國際足協女子世界盃       |
| 19 | 2023年8月5日   | 新西兰威靈頓地區體育場                   | 日本       | 1–1      | 1–3      | 2023年國際足協女子世界盃       |

所有比數左側代表挪威，入球得分欄代表妮坦入球後場上的比數

## 榮譽

### 國家隊
挪威
- 阿爾加維盃：2019[83]

### 球會
利尼史特朗
- 挪威女子超級聯賽：2017（英语：2017 Toppserien）、2018（英语：2018 Toppserien）[4]
- 挪威女子盃（英语：Norwegian Women's Cup）：2018[84]

 車路士
- 英格蘭女子超級聯賽：2019–20（英语：2019–20_FA_WSL）、2020–21（英语：2020–21_FA_WSL）、2021–22（英语：2021–22_FA_WSL）、2022–23（英语：2022–23_FA_WSL）[4]
- 英格蘭女子足總盃：2020–21（英语：2020–21 Women's FA Cup）[85]、2021–22（英语：2021–22 Women's FA Cup）[86]、2022–23（英语：2022–23 Women's FA Cup）[87]
- 英格蘭女子聯賽盃（英语：FA Women's League Cup）：2019–20（英语：2019–20 FA Women's League Cup）[88]、2020–21（英语：2020–21 FA Women's League Cup）[89]
- 英格蘭女子社區盾（英语：Women's FA Community Shield）：2020（英语：2020 Women's FA Community Shield）[90]
- 歐洲女子聯賽冠軍盃亞軍：2020–21[24]

### 個人
- 挪威女子超級聯賽神射手：2017、2018
- 挪威女子超級聯賽最佳球員：2018[2][12]
- 挪威女子超級聯賽年度最佳入球：2018[2][12]
- 英格蘭足球總會女子超級聯賽PFA年度最佳陣容：2021–22[26]、2022–23[91]
- 挪威金球獎：2022[28]

## 外部連結
- Soccerway資料庫：古露·妮坦